# ماریا مازینا
ماریا مازینا (انگلیسی: Maria Mazina؛ زادهٔ ۱۸ آوریل ۱۹۶۴) شمشیرباز اهل روسیه بود.
وی در مسابقات کشوری و بین‌المللی در مجموع برندهٔ ۲ مدال طلا، ۱ مدال برنز شده‌است.